# آویشن‌ماهی
آویشن‌ماهی (نام علمی: Thymallus thymallus) نام یک گونه از سرده ماهی بلندباله است.